# Latobrigi
Za panonsko keltsko pleme z istim imenom glej Latobiki
Latobrigi ali Latoviki, keltsko pleme, ki ga omenja Cezar v svojih Komentarjih galske vojne. Cezar pravi, da se je 14.000 Latobrigov pridružilo Helvetom v njihovem poskusu, da bi se leta 58 pr. n. št. s še večjo skupino drugih plemen preselili v jugozahodno Francijo. Po porazu pri Bibrakti so se morali na rimski ukaz vrniti na svoje domove, potem pa jih Cezar v Komentarjih nič več ne omenja. 
Mesto njihove naselitve je zaradi pomanjkanja virov še vedno predmet špekulacij, čeprav se domneva, da so bili naseljeni v bližini Helvetov. To morda dokazujejo napisi iz Brigantije, današnjega Bregenza ob Bodenskem jezeru, ali Juliomagusa – Schleitheima na skrajnem severu Švice, ki bi lahko bil njihovo plemensko središče.
Latobrigi se pogosto zamenjujejo z Latobiki, ki so bili naseljeni v slovenskem Posavju.